# 石黒哲男
石黒 哲男（いしぐろ てつお、1968年5月17日 - ）は、プロ野球・中日ドラゴンズ球団職員。ファンサービス部所属。別名・MIK。

## 来歴
大学時代にラジオ局でイベントのアルバイトをしていたのをきっかけに1992年に株式会社中日ドラゴンズに入社。最初の4年間は営業部に所属し、試合のチケットの販売にあたっていた。1996年より広報部に所属。16年間勤務してきたが、2012年1月付で新設されたファンサービス部へ異動。。同年8月より、名古屋市中区を放送エリアとするコミュニティFM「MID-FM761」にて『石黒哲男のドラゴンズエンタメかわら版』のメインパーソナリティとなる。

## 公式ブログ
彼の名を有名にしたのは球団公式ブログである。2006年3月22日より球団公式サイト内にてブログを開始。前述の異動により広報部を離れるため、公式ブログは後任に引き継ぎ、エンタメブログを新設している。

## 出演

### ラジオ
- 石黒哲男のドラゴンズエンタメかわら版（2012年8月6日 - 2015年3月30日、MID-FM761）